# Top Gun (jeu vidéo, 2006)
Pour les articles homonymes, voir Top Gun.
Top Gun est un jeu vidéo de combat aérien développé par InterActive Vision Games et sorti en 2006 sur Nintendo DS.

## Accueil
- Jeuxvideo.com : 9/20[1]